# 裕州 (金朝)
裕州，金朝时设置的州。
泰和八年（1208年），分唐州、汝州、许州置，治所在方城县（今河南省方城县，明废入本州）。辖境相当今河南省方城、舞阳、叶县等县地。属南京路。元朝时属南阳府。明朝洪武初年，省州治方城县入州。下领舞阳县、叶县，仍属南阳府。清朝时，裕州考评：冲，难。辛亥革命后，全国废府州厅改县，改为方城县。